# Tarcal (település)
Tarcal község Borsod-Abaúj-Zemplén vármegyében, a Tokaji járásban.

## Nevének eredete
Czuczor Gergely és Fogarasi János a település nevének eredetét Turzol, kun fejedelemig, illetve a mongol Turcsighol (kémlelő stb.) kifejezésre vezeti vissza. A Névtelen Jegyző megszólítás e helyen is Anonymusra vonatkozik.
„A Névtelen Jegyző szerént Tarczal városa vagyis az ezt északról fedező hegy Turzol kún vezértől vette nevezetét, kit Árpád a föld kikémlése végett küldött, és a föntebbi hegyre legelső lovagolt fel. Turcsighol a mongolban csakugyan azt teszi: kémlés végett küldött követ (un envoyé pour faire une reconnaisance); a torokhangok a szók közepén a mongolban, különösen a kalmuk s más szójárásban számtalanszor kiesnek; így khagán máskép: khán; baghatur, a mandsuban batoru, magyarul: bátor; daghari (seb a lovak, öszvérek stb. hátán), a mandsuban darin, magyarul: túr; tehát Turcsighol is máskép: Turczol (a cz rendszerént csak i előtt cs) tökéletesen egyezik a Névtelen Jegyző Turzol szavával, sőt még jelentésében az egyén feladatával vagy foglalkodásával is.”

## Fekvése
Az Alföld és a Zempléni-hegység találkozásánál fekszik, a legjobb minőségű hegyaljai szőlőtáblák között, a vulkáni és üledékes kőzetekből álló tokaji Kopasz-hegy nyugati lejtőinek tövében.
A közvetlenül szomszédos települések: észak felől Bodrogkeresztúr, kelet felől Tokaj, délkelet felől Tiszaladány, dél felől Csobaj és Taktabáj, délnyugat felől Prügy, északnyugat felől pedig Mezőzombor.

### Megközelítése
Legfontosabb közúti megközelítési útvonala a 38-as főút, azon érhető el a zempléni térség legfontosabb útvonalának számító 37-es főútról letérve, illetve Nyíregyháza-Tokaj felől is.
A környező kisebb települések közül Bodrogkeresztúrral a 3616-os, Prüggyel a 3617-es, Taktabájjal a 3619-es út köti össze, továbbá közúton csak innen indulva lehet feljutni a Kopasz-hegy csúcsára is, az 5,5 kilométer hosszú 36 108-as számú mellékúton.
A hazai vasútvonalak közül a Mezőzombor–Nyíregyháza-vasútvonal érinti, melynek egy megállási pontja van itt, Tarcal vasútállomás, mely a belterület nyugati szélén helyezkedik el, a 3617-es út vasúti keresztezésétől nem messze délre.

## Története
Tarcal története összefonódott Tokajjal. Az államalapítás óta kisebb megszakításokkal Tarcal királyi birtok volt. 1096-ban Kálmán király tarcali birtokán tartott zsinaton a boszorkányüldözésre vonatkozó törvényt hoz.
1110-ben országgyűlést tartanak Tarcalon. 1398-ban Zsigmond király utasítja a leleszi konventet, hogy Debrői Miklós fia István mester királyi kincstartót iktassa be Tarcal birtokába. A 14. század végétől Tarcal a tokaji királyi uradalomhoz tartozott. 1440-ben Tarcal Hunyadi János birtokába került, majd halála után ismét királyi birtok lett. 1551-ben Tarcal elnyerte a mezőváros címet. 1561-ben zsinatot rendeztek Tarcalon, melyen Kopácsi István protestáns reformátor elnökölt. 1560-as években a mezővárost a török elpusztítja. 1593-ban egy törökellenes hadakozás megszervezésével foglalkozó tanácskozásra Tarcalra hívja össze Christoph Teuffenbach felső-magyarországi kapitány az érintetteket. 1596-ban II. Rudolf oltalomlevelet ad Tarcalnak. 1599-ben II. Rudolf elzálogosítja Tarcal mezővárosát a hadviselésre adott 80 ezer Ft kölcsönért. Az összeg nagyságát – azaz Tarcal értékét – abból is megítélhetjük, hogy 1587-ben Munkács uradalmának zálogösszege 73 ezer Ft volt.
1603-ban II. Rudolf elzálogosítja a mezővárost Rákóczi Zsigmondnak. 1606-ban a Rákóczi-családtól Bocskai István visszaváltja a birtokot. Basta csapatai szinte teljesen megsemmisítik a mezővárost. 1620-ban a Thurzó család tarcali szőlőjében aszúszemeket (feketeszőlő) szüreteltek. 1622-től a tarcali földesúri jog Bethlen Gábor erdélyi fejedelemé. 1631-ben Bethlen Gábor özvegye, Brandenburgi Katalin eladja Tarcalt Csáky Istvánnak. 1638-ban Csáki István Tarcal részére szabadalomlevelet kap III. Ferdinándtól, amely megengedte a település körülsáncolását. 1647-től Tarcalt a királyi kamara kezelte. 1662-ben feldúlták és kifosztották a tatárok. 1674-ben a mezőváros szabad prédája a tokaji vár körül hadakozó labancoknak és a szerencsi várat birtokoló kuruc fegyverforgatóknak. 1676-ban Thököly István[forrás?] egyik századosa kifosztja és felgyújtja Tarcalt. 1678-ban az egri törökök Kara Hasszán aga vezetésével ismételten felgyújtják. 1679-ben a koleralázadásban részt vett tarcaliakat karóba húzták. 1697-ben a hegyaljai felkelés során a Tokaj ellen vonuló császári csapatok számára parancsnok, Vaudemont herceg szabad rablást engedélyezett.
1701-ben egy tarcali szőlőgazdaságról írják: „szemenszedett aszú szőlőt szedettünk közel egy hordóval”. 1707-ben II. Rákóczi Ferenc jár Tarcalon. 1748-ban Grassalkovich Antal elkészíti előterjesztését Mária Terézia részére, melyben a tarcali kincstári szőlőkkel is foglalkozik. Javaslatára két korszerű szőlőtelepet létesítenek a Szarvas dűlőben és a Henye hegy déli lejtőjén. 1760 körül sváb iparosok telepednek le a mezővárosban. Az 1827-es összeírás szerint 217 izraelita él Tarcalon, többségük kereskedéssel foglalkozik. 1849-ben Tarcalnál visszaverik Schlick osztrák tábornok támadását. 1858-ban megérkezik a vasút Tarcalra. 1880-ban filoxéra pusztít. 1894-ben a tarcali vincellériskola igazgatója Kasinczky Viktor személyes példával és tudományos munkásságával segítette a filoxérától sújtott Hegyalja újbóli betelepítését. A királyi udvartartás birtokában lévő tarcali Szarvas és Terézia szőlők ekkor kerültek korszerű módszerekkel betelepítésre.
1945 januárjában Szerednyei János, a helyi plébános, önként csatlakozott egy tarcaliak csoportjához, akiket összegyűjtöttek, hogy a málenkij robot keretében a Szovjetunióba vigyenek. Szerednyei ott halt meg egy bányabalesetben 1948-ban.
1951-ben megalakult az egykori királyi uradalom szőleit is magában foglaló Kertészeti és Szőlészeti Kutató Intézet kísérleti telepe. Ez a kutatóintézet dolgozta ki azokat a metszési módokat, amelyek különböző időjárási viszonyok mellett is jól alkalmazhatóak. Rendszeresen metszési bemutatókat tartottak az egyéni termelők részére. Az 1950-es években megalakult a nagyüzemi gazdálkodást folytató Tarcali Állami Gazdaság. A gazdaság vezetője Leskó István igazgató és Bakonyi József Kossuth-díjas főkertész volt. A Tarcali Állami Gazdaság rendezte be az első szőlőöntöző telepet. A Disznókőn telepített 300 holdas táblájához elzárták a Dorgó-patak zsombékos völgykatlanát egy kétszáz méteres gáttal. A mesterséges tóból 15 km hosszú gravitációs csővezetékkel öntözték a szőlőtáblákat.
2015. március 25-én az Ó-temető feletti dombon felállítottak egy 8,5 méteres Jézus-szobrot, amelyet Petró Attila vállalkozó ajándékozott a falunak. A szobrot Szabó Sándor, szerencsi szobrász készítette.
2016. november 18. a Fő utca és a Klapka utca kereszteződésnél avatták fel Tarcal vezér szobrát. A szobron, amely Makoldi Sándor műve, látható a Vinnai dűlőben talált honfoglalás kori lelet szinte valamennyi eleme.
2023. augusztus 2-án a település határában egy nagyjából három és fél kilométer hosszú önkormányzati dűlőutat heten adtak át:
- Butta László, Tarcal polgármestere,
- Posta György, Tokaj polgármestere,
- Bánné Gaál Boglárka, a Borsod-Abaúj-Zemplén vármegyei közgyűlés elnöke,
- Wáberer György, a Tokaj Borvidék Fejlesztési Tanács társelnöke,
- Koncz Zsófia, az Energiaügyi Minisztérium parlamenti államtitkára, a térség fideszes országgyűlési képviselője,
- Gulyás Gergely Miniszterelnökséget vezető miniszter
- Szabó Tünde, a Tokaj Borvidék Fejlesztési Tanács társelnöke

## Közélete

### Polgármesterei
- 1990–1994: Kincses János (független)[11]
- 1994–1998: Pataky Sándor (független)[12]
- 1998–2002: Pataky Sándor Ákos (független)[13]
- 2002–2006: Pataky Sándor Ákos (független)[14]
- 2006–2010: Baracskai László István (független)[15]
- 2010–2014: Baracskai László István (független)[16]
- 2014–2019: Butta László (független)[17]
- 2019–2024: Butta László (független)[18]
- 2024– : Butta László (független)[1]

## Népesség
A település népességének változása:
| Lakosok száma | 2898 | 2886 | 2866 | 2775 | 2612 | 2654 | 2611 |
|               | 2013 | 2014 | 2015 | 2021 | 2022 | 2023 | 2024 |

2001-ben a település lakosságának 98%-a magyar, 2%-a cigány nemzetiségűnek vallotta magát.
A 2011-es népszámlálás során a lakosok 90,1%-a magyarnak, 9% cigánynak, 0,3% németnek, 0,3% románnak mondta magát (9,9% nem nyilatkozott; a kettős identitások miatt a végösszeg nagyobb lehet 100%-nál). A vallási megoszlás a következő volt: római katolikus 38,9%, református 28,1%, görögkatolikus 3,2%, evangélikus 0,2%, felekezeten kívüli 9,4% (19,4% nem válaszolt).
2022-ben a lakosság 91,5%-a vallotta magát magyarnak, 6,9% cigánynak, 0,4% németnek, 0,2% örménynek, 0,1-0,1% ukránnak, szlováknak, görögnek és románnak, 1,9% egyéb, nem hazai nemzetiségűnek (8,4% nem nyilatkozott; a kettős identitások miatt a végösszeg nagyobb lehet 100%-nál). Vallásuk szerint 31,1% volt római katolikus, 25,5% református, 3,5% görög katolikus, 0,6% egyéb keresztény, 0,2% evangélikus, 7,7% felekezeten kívüli (30,8% nem válaszolt).

## Nevezetességei
- Degenfeld-kastély

Gróf Degenfeld család német–magyar származású, Tokaj hegyalján fontos szerepet töltöttek be. Gróf Degenfeld Imre egyik alapító tagja volt az 1857-ben alakult Tokaj-Hegyalja Bormívelő Egyesületnek. A háborúk után Degenfeld Sándor (1922–) vagyonától megfosztva Romániában élt. 1963-ban Németországba költözött feleségével, Bethlen Ágnessel. A család 1994-ben visszavásárolta a szőlőbirtokot, vele együtt a kastélyt is, melyet felújítva kastélyszállóként nyitottak meg 1996-ban. A Terézia kert lett a szőlő birtok középpontja, ebben helyezkedik el a kastélyszálló.
- Andrássy-kúria

A barokk udvarház a 18. században épült, az Andrássyak tulajdonában a 19. században került, akik klasszicista átalakítást végeztettek. 2008-ban ötcsillagos szálloda nyílt meg az épületben.
- Andrássy László háza

Helyi védelem alatt álló, a XVIII. század második felében az Andrássy család által épített lakóház.
- Római katolikus templom

Gótikus plébániatemploma a 15. században épült. A templom 1562-ben a reformátusok birtokában volt. Az egykori kéttornyú templomnak ma már csak az egyik tornya áll. A protestánsok 1671-ig használták. Miután II. Rákóczi György özvegye Báthory Zsófia katolikus hitre tért, a tarcali templomból is eltávolíttatta a protestánsokat. 1776-ban barokk stílusban átépítették. 1834-ben földrengés miatt megsérült, a sérüléseket 1836-ban és 1856-ban hozták rendbe.
- Római katolikus kápolna

17. századi, késő barokk stílusú.
- Szent Teréz-kápolna

18. századi, barokk stílusú.
- Tarcali zsinagóga

Épült 1800 körül.
- Református templom

Késő barokk stílusban, épült 1797-ben.
- Jézus szobor

Felállítva 2015-ben
- Tarcal vezér szobra

Felállítva 2016-ban

## Nevezetes emberek
- 1608-ban itt vállalt iskolamesterséget a heidelbergi egyetemről hazatért Miskolci Csulyak István, aki „ebben a kis bortermelő mezővárosban görög nyelvet is tanított”.[21]
- Itt született 1768-ban és élt Kovách János magyar–török szótáríró.
- Itt élt 1695 körül Babócsay Izsák Tarcal mezőváros jegyzője, aki megírta Tarcal viszontagságairól szóló munkáját.
- Itt született 1768-ban Fodor István ev. ref. lelkész.
- Itt volt káplán 1791-94 között Kassai József plébános, tankönyvek írója.
- Itt működött Kosinszki Viktor szőlészeti és borászati szakíró, a vincellériskola igazgatója.
- Itt élt az elbukott 1849-es szabadságharc után Pálffy János az 1848-as országgyűlés képviselőházi alelnöke.
- Itt élt Pap Tolnai István Heidelbergben tanult ev. ref. lelkész, 1623 után a sárospataki kollégium igazgatója.
- Itt tevékenykedett 1655–1657 között Papp Mihály ev. ref. prédikátor.
- Itt működött 1585–1599 között Siderius János ev. ref. esperes, akinek kisded gyermekeknek írt katekizmusát 1597 és 1722 között tizenöt alkalommal kiadták.
- Itt született 1788-ban Waltherr László Imre az MTA levelező tagja.
- Itt született 1768-ban Fodor István református lelkész.
- Ide telepítették ki 1951-ben P. Ábrahám Dezső egykori miniszterelnököt.
- Itt született 1954-ben Báthori Tibor kertészmérnök, borász, az 1992-es év bortermelője.

## Tarcal az irodalomban
Tarcal, Oszú név alatt, megjelenik Nyíri János Madárország című regényében.